# Poços de Caldas (microregio)
Poços de Caldas is een van de 66 microregio's van de Braziliaanse deelstaat Minas Gerais. Zij ligt in de mesoregio Sul e Sudoeste de Minas en grenst aan de microregio's Pouso Alegre, Alfenas, São Sebastião do Paraíso, São João da Boa Vista (SP), Mogi-Mirim (SP) en Amparo (SP). De microregio heeft een oppervlakte van ca. 4.632 km². In 2006 werd het inwoneraantal geschat op 338.261.
Dertien gemeenten behoren tot deze microregio:
- Albertina
- Andradas
- Bandeira do Sul
- Botelhos
- Caldas
- Campestre
- Ibitiúra de Minas
- Inconfidentes
- Jacutinga
- Monte Sião
- Ouro Fino
- Poços de Caldas
- Santa Rita de Caldas

Mesoregio's: Campo das Vertentes · Central Mineira · Jequitinhonha · Metropolitana de Belo Horizonte · Noroeste de Minas · Norte de Minas · Oeste de Minas · Sul e Sudoeste de Minas · Triângulo Mineiro e Alto Paranaíba · Vale do Mucuri · Vale do Rio Doce · Zona da Mata

Microregio's: Aimorés · Alfenas · Almenara · Andrelândia · Araçuaí · Araxá · Barbacena · Belo Horizonte · Bocaiuva · Bom Despacho · Campo Belo · Capelinha · Caratinga · Cataguases · Conceição do Mato Dentro · Conselheiro Lafaiete · Curvelo · Diamantina · Divinópolis · Formiga · Frutal · Governador Valadares · Grão Mogol · Guanhães · Ipatinga · Itabira · Itaguara · Itajubá · Ituiutaba · Janaúba · Januária · Juiz de Fora · Lavras · Manhuaçu · Mantena · Montes Claros · Muriaé · Nanuque · Oliveira · Ouro Preto · Pará de Minas · Paracatu · Passos · Patos de Minas · Patrocínio · Peçanha · Pedra Azul · Pirapora · Piumhi · Poços de Caldas · Ponte Nova · Pouso Alegre · Salinas · Santa Rita do Sapucaí · São João del-Rei · São Lourenço · São Sebastião do Paraíso · Sete Lagoas · Teófilo Otoni · Três Marias · Ubá · Uberaba · Uberlândia · Unaí · Varginha · Viçosa